# 니콜라스 데 라 크루스
디에고 니콜라스 데 라 크루스 아르코사(스페인어: Diego Nicolás de la Cruz Arcosa, 1997년 6월 1일 ~ )는 우루과이의 축구 선수로 현재 브라질 캄페오나투 브라질레이루 세리이 A의 플라멩구에서 미드필더로 활동하고 있다.